# Talitha Haas
Talitha Dietrich Haas (Novo Hamburgo, 8 de dezembro de 1994) é uma patinadora artística sobre rodas brasileira.

## Trajetória esportiva
Talitha começou a patinar aos seis anos de idade. Foi a primeira mulher da história da patinação artística brasileira a subir ao pódio de um campeonato mundial. Aos 15 anos, no Campeonato Mundial de Patinação Artística Sobre Rodas de 2009 em Freiburg, na Alemanha, ela conquistou, de maneira inédita para o Brasil, a medalha de bronze na modalidade de livre individual, categoria júnior.
Participou da delegação brasileira que disputou os Jogos Pan-Americanos de 2011, em Guadalajara (México), nos quais conquistou medalha de bronze, depois de ficar em 4º lugar nas eliminatórias individuais.
Em 2015, conquistou a medalha de prata nos Jogos Pan-Americanos de Toronto.

### Títulos até 2009
Modalidade Livre Internacional
- 2008 - categoria cadete (até 15 anos):

campeã no Campeonato Gaúcho
campeã no Campeonato Brasileiro de Clubes
campeã no Campeonato Inter-Seleções
campeã no Campeonato Sul-Americano
- Ano 2009 - categoria cadete (até 15 anos):

campeã no Campeonato Gaúcho
campeã no Campeonato Brasileiro de Clubes
campeã no Campeonato Inter-Seleções
- Ano 2009 (de 16 a 19 anos)

campeã no Campeonato Gaúcho
vice-campeã no Campeonato Brasileiro de Clubes
vice-campeã no campeonato Inter-seleções
vice-campeã no Campeonato Sul-americano
medalha de bronze no Campeonato Mundial